# Свиридов Платон Миколайович
Платон Миколайович Свиридов (нар. 20 листопада 1986, Горлівка, Донецька область, УРСР) — український футболіст, півзахисник. 29 грудня 2017 року був довічно дискваліфікований КДК ФФУ за участь у матчах у складі т.зв. «збірної ДНР».

## Клубна кар'єра
Вихованець футбольної академії донецького «Шахтаря». З 16-річного віку почав виступати у складі третьої та другої команд донецького клубу.
За основну команду «Шахтаря» провів лише один матч, вийшовши 17 червня 2007 року на заміну в грі чемпіонату України проти запорізького «Металурга» (поразка 0:2). Ця гра стала його дебютом у вищій лізі чемпіонату. 2008 року контракт із «Шахтарем» добіг кінця, і гравець став вільним агентом.
На початку 2009 року підписав контракт з першоліговим клубом «Фенікс-Іллічовець», виступами за який привернув увагу представників клубу вищої ліги «Кривбас». У криворізькій команді виступав з початку сезону 2009/10. Усього протягом сезону лише 4 рази виходив на поле у матчах Прем'єр-ліги України.
По завершенні сезону влітку 2010 року перейшов до «Закарпаття», яке саме втратило місце в елітному дивізіоні та готувалося до нового сезону у першій лізі. Відіграв в Ужгороді півроку, після чого на початку 2011 року перейшов до іншої першолігової команди, «Кримтеплиці»
У червні 2011 року знову повернувся до «Говерли-Закарпаття» і в першому ж сезоні допоміг команді виграти першу лігу та повернутись до Прем'єр-ліги. Проте після провального старту «Говерли» в еліті, у серпні 2012 року в команді відбулися серйозні кадрові зміни, і стало відомо, що Свиридов покидає клуб і повертається до «Кримтеплиці».

## Досягнення
- Срібний призер чемпіонату України: 2006/07
- Переможець першої ліги: 2011/12